# Julialpium alabardatum
Julialpium alabardatum är en mångfotingart som först beskrevs av Pius Strasser 1937.  Julialpium alabardatum ingår i släktet Julialpium och familjen Attemsiidae. Inga underarter finns listade i Catalogue of Life.